# Isoetes philippinensis
Isoetes philippinensis är en kärlväxtart som beskrevs av Merrill och Perry. Isoetes philippinensis ingår i släktet braxengräs, och familjen Isoetaceae. Inga underarter finns listade i Catalogue of Life.